# Italianen in Nederland
Met Italianen in Nederland of Italo-Nederlanders (Italiaans: Italo-olandesi) worden in Nederland wonende Italianen, of Nederlanders van Italiaanse afkomst aangeduid. Volgens het Centraal Bureau voor de Statistiek (CBS) woonden er per 1 januari 2025 zo’n 71.000 Nederlanders met een Italiaanse migratieachtergrond in Nederland.

## Geschiedenis
Het eerste Nederlandse gastarbeidersverdrag met Italië werd in 1949 getekend. In de jaren '50 van de twintigste eeuw werden Italiaanse arbeidskrachten geworven. De meeste van deze Italiaanse gastarbeiders werkten in de mijnbouw, scheepsbouw, textielfabrieken of hoogovens.

## Aantal
In 1986 woonden circa 21.000 personen met een Italiaanse nationaliteit in Nederland. Uit onderzoek bleek dat de gemeenschap met veel problemen kampte en nauwelijks was geïntegreerd in de samenleving.
Tussen 1996 en 2020 is het aantal Italianen in Nederland bijna verdubbeld (zie: onderstaand tabel). Tot 2010 was de tweede generatie omvangrijker dan de eerste generatie. Sinds 2010 is het aantal Italiaanse immigranten echter toegenomen, vooral vanwege de verslechterde economische situatie in Italië. Op 1 januari 2020 was ruim 60% van de Italiaanse Nederlanders van de eerste generatie. Van de 23.057 tweede generatie Italianen hadden 19.340 één buitenlandse ouder, terwijl de overige 3.717 Italianen van de tweede generatie twee buitenlandse ouders hadden.
| Jaar             | 1996   | 2000   | 2005   | 2010   | 2015   | 2020   |
| ---------------- | ------ | ------ | ------ | ------ | ------ | ------ |
| Eerste generatie | 14 958 | 16 161 | 16 913 | 19 293 | 24 815 | 36 956 |
| Tweede generatie | 16 526 | 17 619 | 18 917 | 20 112 | 21 428 | 23 057 |
| Totaal           | 31 484 | 33 780 | 34 830 | 39 405 | 46 243 | 60 013 |

## Bekende Nederlanders van Italiaanse komaf
- Odette Keun (1888-1978) - socialiste en schrijver
- Leo Lionni (1910-1999) -  auteur, illustrator en grafisch ontwerper
- George Baker (1944) - zanger
- Beppe Costa (1956) - acteur
- Silvio Diliberto (1963) - voormalig profvoetballer en Americanfootballspeler
- Giovanni Caminita (1964) - kok, musicus en presentator
- Marco Borsato (1966) - zanger en acteur
- Mino Raiola (1967-2022) - spelersmakelaar
- Judith Sargentini (1974) - politica
- Ronald Goedemondt (1975) - cabaretier en acteur
- Thekla Reuten (1975) - actrice
- Luca Savazzi (1976) - acteur, presentator en zanger
- Michele Santoni (1980) - voetbaltrainer
- Gigi Ravelli (1982) - actrice en presentatrice
- Sandro Calabro (1983) - voormalig profvoetballer
- Nicky Pastorelli (1983) - autocoureur
- Geoffrey Galatà (1984) - voetballer
- Valerio Zeno (1984) - televisiepresentator en acteur
- Luigi Bruins (1987) - voetballer
- Sergio Padt (1990) - voetballer
- Dario Tanda (1995) - voetballer
- Mauro Savastano (1997) - voetballer
- Senna Borsato (2001) - acteur
- Jada Borsato (2002) - zangeres, actrice en stemactrice